# La sociedad antigua
La sociedad antigua  (en inglés: Ancient Society) es un libro escrito por el antropólogo estadounidense Lewis H. Morgan, y publicado en 1877. Desarrollando la información sobre el parentesco y la organización social presentada en su obra Systems of Consanguinity and Affinity of the Human Family de 1871, Morgan plasmó su influyente teoría de las tres etapas del progreso humano como consecuencia de la evolución: del salvajismo a la barbarie y a la civilización. Este libro está dedicado a analizar aquellas innovaciones que permitieron a los seres humanos llegar a la civilización. Como premisas centrales, Morgan propuso la unidad de la mente humana y privilegió el papel que las aportaciones técnicas tuvieron para el desarrollo de la civilización.

## Recepción
De acuerdo con la mayor parte de los críticos de Morgan, la visión del autor es unilineal, lo que quiere decir que para él todos los pueblos se dirigen inexorablemente hacia el progreso encarnado por el modo de vida del Occidente decimonónico. Entre los críticos de la teoría unilineal se encuentra Franz Boas, padre del culturalismo antropológico estadounidense de la primera mitad del siglo XX.
Los teóricos sociales europeos contemporáneos, como Karl Marx y Friedrich Engels, fueron influenciados por la obra de Morgan sobre la estructura social y la cultura material, como lo demuestra Engels en El origen de la familia, la propiedad privada y el Estado (1884).
- Datos: Q4752923